# Perissopmeros foraminatus
Perissopmeros foraminatus is een spinnensoort uit de familie Malkaridae. De soort komt voor in Victoria.